# Храмцов Олексій Володимирович
Олексій Володимирович Храмцов (нар. 8 листопада 1975, Сімферополь) — український футболіст, захисник.

## Біографія
Професійну кар'єру розпочав у клубі «Миколаїв». Пізніше виступав у клубах: «Кривбас-2», «Спартак» (Івано-Франківськ). З 2002 року по 2005 рік виступав у сімферопольській «Таврії», де дебютував 12 вересня 2002 року у матчі проти донецького «Металурга» (0:2). У сезоні 2005/2006 виступав в алчевській «Сталі». З 2006 року виступав у луганській «Зорі». Часто виходив у ролі капітана.
Восени 2009 року став вільним агентом.
На початку 2010 року поїхав до Узбекистану, де підписав контракт з клубом «Навбахор», де також був обраний капітаном команди. Того ж року повернувся до України і виступав у Криму за аматорський клуб «Гвардієць». Після окупацію півострова Росіянами залишався у Криму і був гравцем та тренером місцевих окупаційних клубів.

## Статистика
| Сезон     | Клуб                       | Ліга         | Чемпіонат | Чемпіонат | Кубок | Кубок | Дубль | Дубль | Єврокубки | Єврокубки |
| Сезон     | Клуб                       | Ліга         | Ігри      | Голи      | Ігри  | Голи  | Ігри  | Голи  | Ігри      | Голи      |
| --------- | -------------------------- | ------------ | --------- | --------- | ----- | ----- | ----- | ----- | --------- | --------- |
| 1996-1997 | Миколаїв                   | Друга ліга   | 5         | 0         | 0     | 0     | —     | —     | —         | —         |
| 1997-1998 | Миколаїв                   | Перша ліга   | 24        | 0         | 0     | 0     | —     | —     | —         | —         |
| 1998-1999 | Кривбас-2                  | Друга ліга   | 11        | 0         | —     | —     | —     | —     | —         | —         |
| 1998-1999 | Спартак (Івано-Франківськ) | Вища ліга    | 14        | 0         | 0     | 0     | —     | —     | —         | —         |
| 1999-2000 | Спартак (Івано-Франківськ) | Вища ліга    | 9         | 0         | 0     | 0     | —     | —     | —         | —         |
| 2000      | Уралан                     | Прем'єр-Ліга | 11        | 0         | ?     | ?     | —     | —     | —         | —         |
| 2002-2003 | Таврія                     | Вища ліга    | 21        | 0         | 0     | 0     | —     | —     | —         | —         |
| 2003-2004 | Таврія                     | Вища ліга    | 23        | 0         | 4     | 0     | —     | —     | —         | —         |
| 2004-2005 | Таврія                     | Вища ліга    | 23        | 0         | 5     | 0     | 0     | 0     | —         | —         |
| 2005-2006 | Сталь (Алчевськ)           | Вища ліга    | 16        | 1         | 3     | 0     | 0     | 0     | —         | —         |
| 2006-2007 | Зоря (Луганськ)            | Вища ліга    | 17        | 1         | 1     | 0     | 1     | 0     | —         | —         |
| 2007-2008 | Зоря (Луганськ)            | Вища ліга    | 27        | 1         | 0     | 0     | 0     | 0     | —         | —         |
| 2008-2009 | Зоря (Луганськ)            | Прем'єр-ліга | 11        | 0         | 2     | 0     | 3     | 0     | —         | —         |
| 2009-2010 | Зоря (Луганськ)            | Прем'єр-ліга | 1         | 0         | 0     | 0     | 0     | 0     | —         | —         |